# Nicolas-Joseph Wackenthaler
Pour les articles homonymes, voir Wackenthaler.
Nicolas-Joseph Wackenthaler, né le 6 décembre 1840 à Sélestat (Bas-Rhin) et décédé le 19 mai 1913  à Dijon (Côte-d'Or), est un organiste et compositeur français.

## Biographie
Nicolas-Joseph Wackenthaler appartient à une grande famille d'organistes alsaciens,, :
- Son grand-père, François-Joseph Wackenthaler (9 décembre 1767 - 17 février 1828), devint organiste à l'Église Saint-Georges de Sélestat vers 1800 et le demeura jusqu’à sa mort en 1828.
- Son père, François-Charles Wackenthaler (31 octobre 1806 - 13 février 1859), 8e enfant de François-Joseph, succéda à celui-ci, après son décès en 1828, comme organiste à l'Église Saint-Georges de Sélestat et le demeura 31 ans, jusqu’à sa mort en 1859.
- Son oncle, Joseph Wackenthaler (20 novembre 1795 - 3 mars 1869), 2e enfant de François-Joseph, fut maître de chapelle dès 1819, puis organiste de 1833 à 1869 à la Cathédrale Notre-Dame de Strasbourg.
- Son oncle, François-Louis Wackenthaler (18 septembre 1811 - 24 mai 1849), 10e enfant de François-Joseph, fut nommé organiste à l'Église Sainte-Foy de Sélestat vers 1830 et occupa ce poste jusqu’à sa mort en 1849.
- Son cousin, François-Xavier Joseph Wackenthaler (5 décembre 1823 - 11 octobre 1856), 2e enfant de Joseph, fut professeur d'orgue à l'École Niedermeyer de Paris de l’ouverture de l’école en 1853 jusqu’à sa mort en 1856. Jeune vingtenaire il fut organiste à l’Église Saint-Pierre le Jeune de Strasbourg, puis de 1847 à 1849 à Église Saint-Georges de Haguenau, puis à l'Église Saint-Nicolas-des-Champs à Paris de 1854 à sa mort en 1856[4],[5].

De 1853 à 1859, Nicolas-Joseph Wackenthaler étudie à l'école Niedermeyer à Paris, où il est l'élève de Louis Dietsch et de Georges Schmitt. En 1858, il obtient le grand prix de composition et le deuxième prix d'orgue.
De 1858 à 1876, il est employé à l'école Niedermeyer comme professeur d'orgue et d'improvisation.
Le 19 février 1859, dans sa 19e année, il succède à son défunt père comme organiste à l'Église Saint-Georges de Sélestat.
Le 31 janvier 1867, à Geispolsheim, il épouse Catherine Nuss.
En 1869 il s’établit à Dijon comme professeur de piano,. Un jeune prêtre, l’abbé Trub, est nommé à sa suite comme organiste à l'Église Saint-Georges de Sélestat.
En 1875, il est nommé organiste du grand-orgue de la Cathédrale Saint-Bénigne de Dijon, succédant ainsi à Jacques-Reine Pâris, et il entre en fonction le dimanche 21 novembre.
En 1909, malade, il démissionne de son poste d’organiste. Après plus de deux années de vacance à la tribune de Saint-Bénigne, son successeur, Émile Poillot, est nommé le 21 décembre 1911.
Il meurt à Dijon, à son domicile 12, rue de la Liberté, le 19 mai 1913, à l’âge de 72 ans.
Selon le témoignage de ses contemporains, Nicolas-Joseph Wackenthaler était plus apprécié comme instrumentiste et comme professeur que comme compositeur. Ses œuvres  d’orgue étaient parfois attribuées à son oncle Joseph, plus célèbre, car il les publiait souvent sous le prénom Joseph.

## Œuvres
- L’adoration des bergers, fantaisie pastorale pour les fêtes de Noël, à Madame la Comtesse de Bresson[13].
- Communion, dédiée à M. R. Grosjean[14].
- Fugue pour Orgue, dédiée à son ami M. l'Abbé Trub[15].
- Introduction et Fugue en ré mineur (Grand Chœur), à la mémoire de L. Niedermeyer, son illustre et regretté Maître[16].
- Noël varié, variations sur le Noël On dit que dans une étable[17].
- Offertoire, dédié à son oncle Jg. Wackenthaler, de Dieuze[18].
- Offertoire brillant, dédié à M. le Chanoine Naegelen, Curé de St. Georges à Schlestadt[19].
- Sortie - Scherzo, à son ami A. Jessel, Maître de Chapelle de la Cathédrale de Nancy[20].
- Verset[21].
- 3 Romances sans Paroles pour piano, op. 7 (1863), chez S. Richault, éditeur à Paris, R. 13661[22]
- Toccata pour orgue,  op. 89[23]